# Schizocosa minor
Schizocosa minor este o specie de păianjeni din genul Schizocosa, familia Lycosidae. A fost descrisă pentru prima dată de Roger de Lessert în anul 1926. Conform Catalogue of Life specia Schizocosa minor nu are subspecii cunoscute.